# Mariin pokoj
Mariin pokoj je druh myšlenkového experimentu, jehož cílem je prokázat, že vědomostní zkušenosti zahrnují prvky, které nejsou fyzikální podstaty. Podobně jako Chalmersův zombie argument se jedná o jeden z nejčastěji citovaných argumentů proti fyzikalismu.

## Původ experimentu
Původ této myšlenky lze vystopovat již v díle Charlieho Dunbara Broada, který popisuje chemickou reakci vzniku amoniaku. Předpokládá osobu, která je dokonale seznámena s procesem chemické reakce vedoucí ke vzniku amoniaku, jakožto i s jeho výslednou strukturou. Ani tato dokonale obeznámená osoba však nedokáže anticipovat výsledný pach amoniaku. Maximum, které by dokázal anticipovat, jsou charakteristické změny, které nastávají v čichových buňkách nosu, pach amoniaku však nelze touto fyzikální cestou přenést do mozku jako vjem. 

Rozvojem těchto teorií se dále zabýval např. Herbert Feigl nebo Thomas Nagel, který na vtipném příkladě netopýra vysvětluje, že člověk si neumí představit, jaké to je být netopýrem, přestože do detailu zná funkci jeho zvukového sonaru a veškeré fyzikální aspekty životy tohoto tvora. Nelze si však představit, jaké to opravdu je, protože existují meze lidské představivosti. Nagel tvrdí, že základem pro lidskou představivost je prožitek, jelikož nám však chybí prožitek být v roli netopýra, nelze si toto ani představit.  Jedná se tedy o argument proti fyzikalismu vědomí.

## Myšlenkový experiment
V poslední době se nejvýrazněji o rozvoj nemožnosti plného poznání jen na základě fyzikalismu zasloužil Frank Jackson, který je autorem myšlenkového experimentu známého jako Mariin pokoj. Mary je brilantní fyzička, která je z neznámých důvodů nucena zkoumat svět z černo-bílého pokoje skrze černo-bílou televizi. Mary se eminentně zajímá o teorii světla a o vše, co se světlem souvisí. Přečte veškerou dostupnou literaturu a zná veškeré pozadí toho, co se děje, když vidí modrou oblohu nebo rudý západ slunce. Zná teorii vlnové délky a lomu světla, a také rozumí tomu, co se děje v lidském těle, když vidí barvy. Ona sama však barvy nikdy neviděla, pouze rozumí veškerému vědění, které s barvami souvisí. 

Jackson se táže, co se stane, když Mary opustí svůj pokoj a zakusí barevné zkušenosti, které jí do té doby scházely? Naučí se něco o barevném vnímání a konečně barvy spatří na vlastní oči. Jak je však možné, že toto nové nebylo již obsaženo v jejím vědomí, jestliže absorbovala veškeré fyzikální znalosti teorie barev? Jackson tak tvrdí, že existuje něco za hranicí fyzikality světa, proto je podle něho fyzikalismus jako teorie vysvětlující fungování světa chybná.